# 亡蜀鉴
《亡蜀鉴》，川剧、京剧剧目，又名《江油关》、《李氏殉节》，改编自《三国演义》第一百一十七回“邓士载偷度阴平 诸葛瞻战死绵竹”中邓艾攻取江油的情节。

## 剧情梗概
公元263年（曹魏景元四年，蜀汉景耀六年），魏司马昭进攻蜀汉。魏将鍾會攻取阳平，蜀将傅佥兵败自刎，蔣舒投降。邓艾偷渡阴平，直扑江油。江油守将马邈胆怯，欲献城投降。马邈之妻李氏苦劝丈夫坚壁清野，死守江油。马邈表面答应，背地里开城投降。李氏绝望，将怀中幼子托付给贴身丫鬟，自缢而死。邓艾进城后，见李氏尸体，大加赞赏，将卖国求荣的马邈处死。

## 创作背景
1933年，日本以中国东北为跳板，入侵华北，全国上下呼吁抗日，但國民政府主张“攘外必先安内”，执意继续内战，与日本媾和，引发全国舆论不满。这种背景下，程砚秋请吴菊痴根据川剧《江油关》剧本将该剧改编为京剧，最终定名为《亡蜀鉴》。1935年首演于北平中和戏院，程砚秋饰李氏（青衣），侯喜瑞饰邓艾（花脸），曹二庚饰马邈（丑）。此剧一出，受到民众欢迎，但仅演出两场即遭当局禁演，多年后才得以重现于舞台，是程派经典悲剧。程砚秋曾表示：“我想让所有有志气的中国人知道，面对日军的侵华恶行，一味地卖国求荣，讨好敌人，是没有好下场的。我们要做的就是，对那些汉奸卖国贼进行强有力的揭露和讨伐，让他们明白自己的所作所为将会受到众人的嘲笑和唾弃。同时我想以此剧呼吁观众，要以历史上的蜀国灭亡为鉴，要学李夫人，不做马太守。”剧中李氏劝夫的【西皮流水】和自尽前所唱的【二黄慢板】为经典唱段。程派传人吕东明、李薔華、李佩红等擅长此剧。